# TG1
TG1（全称为“TeleGiornale 1”，直译为“一台电视新闻”），是意大利广播电视公司（Rai）旗下频道Rai 1的新闻节目，每天播出多次。节目也通过RAI的对外频道Rai Italia向海外播出。

## 历史
1952年9月10日，《TG1》的前身《TeleGiornale》（电视新闻）开播。1961年，意大利广播电视公司第二频道（義大利語：Secondo Programma，今Rai 2）开播，《TeleGiornale》除了在全国频道（義大利語：Programma Nazionale，今Rai 1）播出外，亦开始在第二频道播出。
1975年，RAI进行改革之后，全国廣播和第二频道分别改名为“第一電視網”（義大利語：Rete 1）和“第二電視網”（義大利語：Rete 2），兩台的新闻节目分拆為《TG1》和《TG2》。
1982年，RAI第一套節目更名为“Rai Uno”（“Uno”即意大利语中的“一”，2010年改用數字表示），但《TG1》节目名称依然保留，直到1992年更名为《TeleGiornale Uno》（一台电视新闻），但次年又改回《TG1》并沿用至今。
节目的片头曲及片尾曲自1952年《TeleGiornale》开播以来一直沿用至今，最新的编曲版本2010年起开始使用。
| 节目名称沿革 | 节目名称沿革         |
| 时间         | 名称                 |
| ------------ | -------------------- |
| 1952-1976    | 《TeleGiornale》     |
| 1976-1992    | 《TG1》              |
| 1991         | 《TG1 RAI》          |
| 1992-1993    | 《TeleGiornale Uno》 |
| 1994-        | 《TG1》              |

## 节目格式
该节目通常由一名新闻主播播报，但有额外的体育主播。节目之后是天气预报（Metro）和财经新闻（TG1 Economia）。

## 播出时间
- 《Tg1 ore 06:30》：周一至周五6:30，时长10分钟
- 《Tg1 ore 07:00》：每天7:00，时长10分钟（周末为5分钟）
- 《Tg1 Flash L.I.S.》：每天7:30，时长5分钟，同时以手语播报
- 《Tg1 Mattina》：每天8:00，时长30分钟（周末为20分钟），早间主时段新闻
- 《Tg1 ore 9:00》：每天9:00，时长7-8分钟
- 《Tg1 Flash》：每天9:30，时长5分钟，周末版提供手语播报
- 《TG1 ore 9:55》：每天9:55，时长5分钟
- 《TG1 ore 13:30》：每天13:30，时长30分钟，午间主时段新闻
- 《TG1 Economia》：财经新闻，每天14:00，时长5分钟
- 《Tg1 Flash》：每天16:30（周六为16:55），时长5分钟
- 《TG1 ore 20:00》：每天20:00，时长35分钟，晚间及全天主时段新闻
- 《TG1 60 Secondi》：播出时间不固定，通常在每天23:00-0:00时段内播出，时长1分钟
- 《TG1 Notte》：播出时间不固定，通常在每天0:00之后播出，时长10-30分钟